# Мумия: Гробница императора драконов
«Мумия: Гробница императора драконов» (англ. The Mummy: Tomb of the Dragon Emperor) — американский фэнтезийный приключенческий боевик 2008 года, снятый Робом Коэном по сценарию Альфреда Гофа и Майлс Миллара, продюсерами которого выступили Стивен Соммерс (режиссер первых двух фильмов: «Мумия» и «Мумия возвращается»), Боб Дюксей, Шон Дэниел и Джеймс Джекс. Действие фильма, в отличие от прошлых фильмов, происходит в Китае, а не в Египте, и основное внимание уделяется происхождению Терракотовой армии. Это третья и последняя часть трилогии «Мумия» от Стива Соммерса. В главных ролях Брендан Фрейзер, Джет Ли, Мария Белло (заменившая Рэйчел Вайс, сыгравшую Эвелин в первых двух фильмах), Джон Ханна, Люк Форд, Энтони Вонг и Мишель Йео. 
Премьера фильма «Мумия: Гробница императора драконов» состоялась 24 июля 2008 года в Москве, а 1 августа 2008 года он был выпущен в США. Фильм получил в основном негативные отзывы критиков из-за замены актёров и перегруженного сюжета, а также собрал 405 миллиона долларов по всему миру, что является наименее кассовым фильмом трилогии. Universal Pictures перезапустила франшизу фильмом «Мумия» в 2017 году как попытку начать франшизу «Dark Universe».

## Сюжет
В древнем Китае военачальник объединяет королевства страны в империю, становясь Императором Драконов. Он вел гражданскую войну, чтобы стать династией Цинь, поскольку его люди сжигали все книги и свитки. Позже он приказал построить Великую Китайскую стену и похоронил под ней трупы своих врагов. Он учится управлять огнем, водой, землей, деревом и металлом — традиционными китайскими элементами Усин.
Однако Император опасается, что его смерть положит конец всему, чего он достиг, и вызывает волшебницу Цзы Юань. Он отправляет ее в древний монастырь со своим заместителем генералом Мином, чтобы найти давно потерянные Кости Оракула, в которых хранится ключ к вечной жизни. Она и Мин влюбляются друг в друга, несмотря на то, что Император хочет, чтобы Цзы Юань принадлежала только ему. Когда один из его слуг становится свидетелем того, как Мин делает предложение Цзы Юань, Император в отместку казнит Мина. Юань проклинает Императора и его солдат, превращая их в Терракотовую армию.
Спустя столетия, в 1946 году, Алекс О’Коннелл — сын Рика и Эвелин О’Коннелл — и его профессор археологии Роджер Уилсон находят гробницу Императора. Несмотря на нападение таинственной женщины, они приносят саркофаг в Шанхай. В то же время британское правительство поручает Рику и Эвелин доставить драгоценный камень под названием Око Шангри-Ла обратно в Китай.
В Шанхае во время китайского Нового года О’Коннеллы узнают, что Уилсон работает на мошенническую военную группировку, возглавляемую генералом Яном и его помощником полковником Чоем, которые оказали финансовую поддержку экспедиции Алекса. Ян считает, что Император может вывести Китай из хаоса после Второй мировой войны и Китайской гражданской войны, воскресив его с помощью Ока Шангри-Ла, содержащего мистическую воду из Шангри-Ла.
Возрожденный Император принимает услуги Янга, но убивает Уилсона. О’Коннеллы пытаются остановить его с помощью Лин, женщины, которая ранее напала на Алекса, но он убегает. Лин показывает, что у нее есть единственное оружие, способное убить Императора — проклятый кинжал.
Вместе с братом Эвелин, Джонатаном Карнаханом, О’Коннеллы и Лин отправляются к ступе в Гималаях, которая откроет путь в Шангри-Ла. С помощью йети вызванных Лин, группа сдерживает силы Яна, но Император обнаруживает местонахождение Шангри-Ла. Император тяжело ранит Рика, а Алекс вызывает лавину, замедляя преследование Императора. Лин отвозит их в Шангри-Ла, где все еще живет Цзы Юань и может залечить рану Рика. Группа обнаруживает, что Линь — дочь Цзы Юань, обе стали бессмертными благодаря мистическим водам. По мере того, как Рик выздоравливает, Алекс и Лин сближаются, но Лин не может влюбиться в Алекса только для того, чтобы смотреть, как он стареет и умирает.
Прибывают Император и Ян, и Император купается в водах, которые восстанавливают его человеческую форму и наделяют его огромной сверхъестественной силой. Превратившись в трехголового дракона, он крадет проклятый кинжал, похищает Лин и летит обратно в свою могилу. Он возрождает Терракотовую армию, заявляет о своем намерении завоевать мир и приказывает им пробить Великую стену, после чего они станут непобедимыми.
О’Коннеллы и Цзы Юань преследуют Императора до Великой стены, где Юань, используя Кости Оракула, жертвует собой и бессмертием Лин, чтобы поднять армию нежити врагов Императора во главе с возрожденным генералом Мином. Когда две армии нежити сталкиваются, Алекс спасает Лин. Юань сражается с Императором и крадет у него кинжал, прежде чем он смертельно ранит ее. Умирая, она отдает клинок Рику и Алексу с просьбой пронзить ему сердце.
Император отступает к Великой стене, но Алекс и Рик противостоят ему, а Эвелин и Лин убивают Янга и Чоя. После ожесточенной битвы Рик и Алекс побеждают Императора и наносят ему удар кинжалом, побеждая его и уничтожая Терракотовую армию. Мин и его армия ненадолго празднуют победу перед тем, как вернуться в загробную жизнь.
О’Коннеллы и Лин возвращаются в Шанхай, где Алекс и Лин начинают отношения. Джонатан переезжает в Перу с Оком Шангри-Ла, намереваясь жить где-нибудь без мумий, не зная, что там скоро будут обнаружены мумии.

## В ролях
| Актёр           | Роль                   |
| --------------- | ---------------------- |
| Брендан Фрэйзер | Рик О’Коннелл          |
| Джет Ли         | император Цинь Ши Хуан |
| Мария Белло     | Эвелин О’Коннелл       |
| Люк Форд        | Алекс О’Коннелл        |
| Мишель Йео      | Цзы Юань               |
| Джон Ханна      | Джонатан Карнахан      |
| Расселл Вонг    | Мин Го                 |
| Энтони Вонг     | генерал Ян             |
| Изабелла Люн    | Лин Юань               |

## Музыка[1]
| 1  |  | A Call To Adventure (Theme From Mummy 3) | 3:02 |
| 2  |  | Silently Yearning For Centuries          | 2:23 |
| 3  |  | Open Wound                               | 2:05 |
| 4  |  | The Reign Of Terror                      | 2:48 |
| 5  |  | A Family Presses Close                   | 2:36 |
| 6  |  | Formation Of The Terra Cotta Army        | 3:07 |
| 7  |  | Reading Of The Scrolls                   | 3:54 |
| 8  |  | Crash And Burn                           | 2:24 |
| 9  |  | Alex And Lin                             | 1:13 |
| 10 |  | A New Assignment                         | 2:53 |
| 11 |  | Yang Follows The O’Connells              | 2:53 |
| 12 |  | Shanghai Chase                           | 4:50 |
| 13 |  | Mother And Daughter Reunion              | 2:01 |
| 14 |  | Ancient China                            | 2:22 |
| 15 |  | Rick’s Long Rod                          | 0:42 |
| 16 |  | Entering The Tomb                        | 5:52 |
| 17 |  | Visit From A 3-Headed Friend             | 1:36 |
| 18 |  | Memories, Retirement And Dinner          | 2:30 |
| 19 |  | New Year’s Betrayal                      | 2:23 |
| 20 |  | The Emperor Versus Zi Yuan               | 1:44 |
| 21 |  | Love In The Himalayas                    | 2:10 |
| 22 |  | 2nd Century B.C.                         | 1:09 |
| 23 |  | The Museum Becomes Alive!                | 1:41 |
| 24 |  | Rick And Evy In Battle                   | 2:40 |
| 25 |  | A Warm Rooftop                           | 1:21 |
| 26 |  | Heartbreak                               | 2:36 |
| 27 |  | Return Of The Dragon                     | 2:47 |
| 28 |  | Shielding A Son                          | 2:30 |
| 29 |  | Finale                                   | 3:25 |
| 30 |  | My Sweet Eternal Love                    | 2:53 |

## Критика
Фильм получил в основном негативные отзывы от критиков и зрителей. По состоянию на 2022 год на Rotten Tomatoes фильм имеет рейтинг одобрения лишь 13%, основанный на 177 рецензиях, со средним рейтингом 3,69 / 10. На Metacritic фильм получил оценку из 31 из 100 на основе 33 критиков, указывающих на «в целом неблагоприятные отзывы». Аудитория, опрошенная CinemaScore, поставила фильму среднюю оценку «B−» по шкале от A + до F.
Роджер Эберт из Chicago Sun-Times дал фильму положительную рецензию, присудив ему три звезды из четырех и отметив: «Почему мне понравился этот фильм? Это было просто глупое развлечение». Эберт также заявил, что третий фильм скорее всего лучший в серии. Натан Рабин из The Onion's A.V. Club заявил, что фильм «добился успеха в основном за счет явного излишества», хотя и в контексте, который «механически тащится в течение первого часа». рынок раздутой и совершенно бессмысленной приключенческой комедии, безусловно, оправдает свои деньги». Обозреватель фильмов из Далласа Кейси К. Корпьер сказал, что фильм был почти таким же приятным, как и оригинал, и ему понравился тот факт, что он показал то, что рекламировал. Кеннет Туран из Los Angeles Times сказал, что в фильме «есть кое-что хорошее, но их недостаточно, чтобы в третий раз сделать его очаровательным». Кен Фокс из TV Guide назвал фильм «сносным блюдом из попкорна». Дженни Пантер из The Globe and Mail сказала, что фильм «довольно забавный, но повороты и повороты слишком знакомы, но ритм, остроумие или индивидуальность, просто отчаянный и стремительный темп это плюсы нового фильма».

## Домашние СМИ
Фильм был выпущен на DVD 16 декабря 2008 года. К середине 2011 года, без учета продаж Blu-ray и проката DVD, было продано более 2,5 миллионов копий, что принесло доход в размере 41 768 192 долларов США.

## Другие СМИ

### Отмененная трилогия
После того, как третий фильм был выпущен, актриса Мария Белло заявила, что «обязательно» будет снят еще один фильм о Мумии, и что она уже подписала на него контракт. Актер Люк Форд был подписан еще на три фильма, то есть четвёртый фильм стал бы началом новой трилогии. Однако в 2012 году Universal Pictures отменила фильм из-за негативного восприятия Гробницы Императора Драконов и вместо этого работала над перезагрузкой под названием «Мумия». О'Коннеллы столкнулись бы лицом к лицу с мумиями инков в Южной Америке с Антонио Бандерасом в роли злодея, и вместо этого нацелились бы на кинематографическую вселенную.

### Перезагрузка
4 апреля 2012 года Universal объявила о своих планах перезагрузить франшизу. Фильм должен был стать первой частью «Dark Universe» под простым названием «Мумия» и был выпущен в июне 2017 года. Однако фильм потерпел неудачу как критически, так и финансово, что сделало его единственным фильмом в неудавшейся «Dark Universe».